# Michoacán Fútbol Club
El Michoacán Fútbol Club fue un equipo de fútbol que tenía su sede en Morelia, Michoacán y disputaba sus partidos como local en Pátzcuaro. Fue fundado el 24 de octubre de 2020 y participaba en la Tercera División de México.

## Historia
En junio de 2020, el Club Atlético Monarcas Morelia, equipo principal de Michoacán y que participaba en la Primera División de México fue trasladado a Mazatlán, para dar paso al Mazatlán Fútbol Club. Tras este hecho comenzaron a surgir diversas iniciativas con el objetivo de devolver el fútbol profesional al estado, siendo el Atlético Morelia, el proyecto deportivo más visible.
Pese a la refundación del Atlético Morelia, una empresa local buscó crear su propio equipo de fútbol ante el temor de que la nueva franquicia moreliana pudiera ser objeto de otro cambio de nombre y sede en un futuro. En octubre de 2020 se hizo oficial la creación del nuevo proyecto el cual sería denominado Michoacán Fútbol Club con el objetivo de representar a toda la entidad, además, se informó que el equipo sería inscrito en la Tercera División, último escalón del sistema profesional de ligas del fútbol mexicano.
Luego de presentarse al club, en enero de 2021 se inició un procedimiento para elegir la localidad que albergaría los partidos del equipo, pese a que la sede social de la entidad se encuontraba en Morelia. Para la designación de la sede se presentaron como candidatas las ciudades de Apatzingán, Hidalgo, Los Reyes, Morelia, Pátzcuaro y Sahuayo. Finalmente, el 13 de julio se anunció a Pátzcuaro como la plaza elegida para la localía de esta escuadra.
Después de darse a conocer la sede, el club presentó a Adrián García Arias como el primer entrenador en la historia del club, posteriormente se reveló el escudo, el cual contaba con elementos representativos de la cultura purépecha y el estado de Michoacán.
El club debutó oficialmente en una competición el 26 de septiembre de 2021, en su primer encuentro, el equipo empató como visitante por 2-2 ante Delfines de Abasolo. El mediocampista Mauricio Farjeat marcó el primer gol en la historia del club. El Michoacán F. C. logró clasificar a la liguilla por el ascenso en su primera temporada en Tercera División, sin embargo, el equipo negrocobrizo fue eliminado en la ronda de dieciseisavos de final por el Club Gorilas de Juanacatlán.
Durante su segunda temporada el equipo comenzó a sufrir problemas económicos, laborales y administrativos debido a la mala administración por parte de su directiva, ya que la estructura organizada para el club implicaba gastos demasiado elevados para un equipo de esa categoría, en enero de 2023 el Michoacán F.C. pausó su participación en la Tercera División, aunque el equipo no fue dado de baja del torneo por lo que todos sus partidos restantes fueron otorgados a los rivales con un marcador de 1-0. Tras esta situación, una parte del cuerpo técnico y jugadores del club fueron contratados por el Aguacateros de Peribán Fútbol Club, equipo michoacano que terminaría consiguiendo el campeonato de la categoría en la temporada.
Para la temporada 2023-2024 el equipo no fue anunciado como uno de los clubes participantes de la Tercera División por lo que el proyecto se mantuvo en pausa. Para la siguiente edición, la franquicia del equipo es prestada a un nuevo club denominado Deportivo Sahuayo, el cual juega de manera oficial con el nombre oficial Michoacán F.C. aunque con una administración totalmente independiente de la que tuvo el cuadro negrocobrizo durante sus años de actividad.

## Estadio
El Michoacán Fútbol Club disputa sus partidos como local en el Deportivo Adagol, el cual se encuentra localizado en Pátzcuaro, Michoacán. En su primera temporada el equipo jugó como local en el Estadio Furia Azul de la misma ciudad.

## Temporadas
| Temporada | División           | Posición                    |
| --------- | ------------------ | --------------------------- |
| 2021/2022 | 5.Tercera División | 2o. Grupo X (Dieciseisavos) |
| 2022/2023 | 5.Tercera División | 7o. Grupo XI                |